# Говсеп Аргутян
Говсеп Аргутян («Ішхан», «Князь»; 1863—1925) — видатний діяч вірменського національно-визвольного руху. Потомок вірменського княжого роду Аргутян, був шкільним учителем в селі Джалал-огли.
Приєднався до національного руху в кінці 1880-х рр., увійшовши в товариство «Молода Вірменія» (інакше «Південні номери»), і в числі членів цього товариства ставши одним із засновників партії Дашнакцутюн.
Учасник однієї з найбільших бойових акцій дашнаків Ханасорського походу 1897 р, в якому був заступником командира Вардана Ханасорі.
Після походу, за наполяганням Туреччини, як російського підданого, його було заарештовано перською владою та депортовано, надалі заслано, але згодом звільнено.
Під час Першої світової війни — командувач VII Вірменським Добровольчим загоном.
Депутат парламенту Першої Республіки (1918-1920)